# Американське Самоа на зимових Олімпійських іграх 2022
Збірна Американського Самоа взяла участь у зимових Олімпійських іграх 2022, що тривали з 4 до 20 лютого в Пекіні (Китай).
Єдиний раз, коли країна брала участь у зимових Олімпійських іграх, був 1994 рік.
Натан Крамптон як єдиний представник своєї країни ніс її прапор на церемонії відкриття.

## Спортсмени
Кількість спортсменів, що беруть участь в Іграх, за видами спорту.
| Вид спорту | Чоловіки | Жінки | Загалом |
| ---------- | -------- | ----- | ------- |
| Скелетон   | 1        | 0     | 1       |
| Загалом    | 1        | 0     | 1       |

## Скелетон
Завдяки своєму місцю в рейтингу IBSF, від Американського Самоа кваліфікувався скелетоніст Натан Крамптон.
| Спортсмен      | Дисципліна | 1-й заїзд | 1-й заїзд | 2-й заїзд | 2-й заїзд | 3-й заїзд | 3-й заїзд | 4-й заїзд | 4-й заїзд | Сума    | Сума  |
| Спортсмен      | Дисципліна | Час       | Місце     | Час       | Місце     | Час       | Місце     | Час       | Місце     | Час     | Місце |
| -------------- | ---------- | --------- | --------- | --------- | --------- | --------- | --------- | --------- | --------- | ------- | ----- |
| Натан Крамптон | Чоловіки   | 1:02.06   | 22        | 1:01.65   | 17        | 1:01.60   | 17        | 1:01.49   | 18        | 4:06.80 | 19    |